# هوي داي
هوي داي (بالإنجليزية: Howie Day)‏ هو مغن مؤلف وكاتب أغاني ومغني أمريكي، ولد في 15 يناير 1981 في بانجور في الولايات المتحدة.

## وصلات خارجية
- الموقع الرسمي
- هوي داي على موقع IMDb (الإنجليزية)
- هوي داي على موقع ميوزك برينز (الإنجليزية)
- هوي داي على موقع إن إن دي بي (الإنجليزية)
- هوي داي على موقع أول ميوزيك (الإنجليزية)
- هوي داي على موقع ديسكوغز (الإنجليزية)